# Лукас Петерссон
Лукас Йоганнес Блондал Петерссон (ісл. Lúkas Jóhannes Blöndal Petersson, нар. 9 лютого 2004, Дюссельдорф, Німеччина) — ісландський футболіст, воротар німецького клубу «Гоффенгайм 1899».

## Ігрова кар'єра

### Клубна
Лукас Петерссон народився у німецькому місті Дюссельдорф у 2004 році, де на той момент його Александер Петтерсон грав за місцевий гандбольний клуб. Сам Лукас обрав футбол і займатися спортом почав у клубній академії клубу «Гоффенгайм 1899».
З 2023 року Петерссон почав грати за другу команду «Гоффенгайма» у Регіональній лізі. Від початку сезону 2024/25 Петерссон було залучено до основного складу команду як резервного воротаря на матчі чемпіонату Німеччини. Футболіст підписав з клубом контракт до 2027 року.

### Збірна
З 2023 року Лукас Петерссон виступає за молодіжну збірну Ісландії.